# Brassband De Wâldsang Buitenpost
De Wâldsang is een brassband uit het Friese dorp Buitenpost, die in de jaren 1970 als koper-ensemble binnen de muziekschool "De Wâldsang" in Buitenpost ontstaan is.

## Geschiedenis
De mede-initiatiefnemer en eerste dirigent Tjeerd Brouwer verzamelde de beste koperblazers van zijn muziekschool om zich heen. In 1977 vond er een afkoppeling van de muziekschool plaats en sindsdien is de brassband zelfstandig. De brassband ontwikkelde zich verder en al spoedig werden er concerten uitgevoerd, aan wedstrijden deelgenomen, uitzendingen op de radio verzorgd en zo werd men niet uitsluitend in de provincie Friesland, maar in het hele land bekend. Vanaf 1975 was de brassband "De Wâldsang" zeven keer "Brassband van het Jaar" bij de wedstrijden van de VARA. De brassband werd vijftien keer Nederlands kampioen op de Nederlandse Brassband Kampioenschappen.
In 1980 werd de brassband tijdens de Europese Kampioenschappen in Londen 4e. In 1981 bereikte de band de 3e plaats. Met uitzondering van 1986 nam men ieder jaar aan dit grote festijn deel. In 1990 werd men in Falkirk opnieuw 3e bij de Europese Brassband Kampioenschappen. 
1999 was een bijzonder jaar. Naast de kampioenstitel bij de Nationale Brassband Kampioenschappen werd men bij het Friese Brassband Festival tweede, verder kampioen bij de Internationale concertwedstrijd te Leest (België) en in Nederland werd Brassband "De Wâldsang" uitgeroepen tot "Brassband van de eeuw".
Op Tjeerd Brouwer volgden andere dirigenten zoals Dirk Lautenbach en Bienze IJlstra. Sinds 1989 is Rieks van der Velde dirigent.

## Erelijst
| wedstrijd                              | Aantal | Jaren                                                                                          |
| -------------------------------------- | ------ | ---------------------------------------------------------------------------------------------- |
| Nederlandse Brassband Kampioenschappen | 16x    | 1981, 1986, 1987, 1988, 1989, 1990, 1992, 1994, 1997, 1999, 2003, 2006, 2007, 2009, 2017, 2024 |
| Vara's Brassband van het jaar          | 7x     | 1976, 1977, 1978, 1980,1981, 1982, 1986                                                        |
| Survento                               | 4x     | 1997, 2001, 2010, 2022                                                                         |
| Frans Open Brassband Kampioenschappen  | 1x     | 2000                                                                                           |
| Euro Brass                             | 1x     | 2005                                                                                           |

## Dirigenten
- 1977-1983 Tjeerd Brouwer
- 1984-1985 Dirk Lautenbach
- 1985-1989 Bienze IJlstra
- 1989-  Rieks van der Velde